# لیانگ چین
لیانگ چین (انگلیسی: Liang Qin؛ زادهٔ ۲۸ ژوئیهٔ ۱۹۷۲) شمشیرباز زن اهل چین بود.
وی در مسابقات کشوری و بین‌المللی در مجموع برندهٔ ۱ مدال برنز شده‌است.